# 아다 피야우
아다 피야우(폴란드어: Ada Fijał, 1970년 10월 20일 ~ )는 폴란드의 배우, 가수이다.